# Roger N. Stembel
Roger Nelson Stembel (27 décembre 1810 - 20 novembre 1900) était un officier de la marine américaine (United States Navy) pendant la guerre de Sécession.

## Biographie

### Jeunesse
Né à Middletown, dans le Maryland, Stembel est nommé aspirant dans la marine américaine (United States Navy) le 27 mars 1832. Il sert dans les escadres des Antilles (West Indies Squadron), de la Méditerranée (Mediterranean Squadron), des côtes américaines (Home Squadron), du Brésil (Brazil Squadron), de la Chine (Asiatic Squadron) et des Indes orientales (East India Squadron) avant la guerre de Sécession.

### La guerre civile
Pendant la guerre de Sécession (guerre civile américaine), Stembel a servi dans la flottille de canonnières de l'Ouest ( Western Gunboat Flotilla) en 1861 et 1862. Il participe aux engagements de Lucas' Bend, le 9 septembre 1861, de Belmont, en novembre 1861, de Fort Henry, en février 1862, ainsi qu'au bombardement et à la capture de l'île n° 10 en mars et avril 1862. Alors qu'il commande la canonnière USS Cincinnati, Stembel est grièvement blessé lors d'un engagement avec des béliers confédérés près de Fort Pillow dans le Tennessee, le 10 mai 1862, et il est mis en invalidité en 1863.
Stembel est affecté à Pittsburgh, en Pennsylvanie, en 1864 et 1865. Après avoir été promu capitaine en 1866, il commande le USS Canandaigua dans l'escadre européenne (European Squadron) de 1865 à 1867. Il est stationné à Boston (Massachusetts) en 1869 et est promu commodore en 1871. Cette année-là, il prend le commandement de l'escadre nord de la Flotte du Pacifique (Pacific Fleet) et, en 1872, il prend également le commandement de la Flotte du Pacifique. Avec la chute du Fort Henry confédéré Avec le capitaine Seth Ledyard Phelps, il est envoyé par l'officier Andrew Hull Foote pour hisser le drapeau américain sur le fort capturé, marquant ainsi le tournant de la guerre civile.
Il prend sa retraite le 27 décembre 1872 et est promu rear admiral le 5 juin 1874.
L'amiral Stembel meurt à New York le 20 novembre 1900. Il est enterré au cimetière national d'Arlington, en Virginie.
Stembel était le beau-fils de James McBride de Hamilton, dans l'Ohio, et était donc lié à plusieurs politiciens importants de la famille Lytle.

## Hommage
L'US Navy a nommé, en son honneur, un destroyer de la classe Fletcher ayant servi pendant la Seconde Guerre mondiale : l'USS Stembel (DD-644).

## Source
- (en) Cet article est partiellement ou en totalité issu de l’article de Wikipédia en anglais intitulé « Roger N. Stembel » (voir la liste des auteurs).